# MapKit
MapKit (также Apple MapKit JS) — JavaScript-библиотека, разработанная Apple Inc. для создания картографических приложений и отображения карт на платформах iOS, macOS, watchOS, tvOS, VisionOS, iPadOS. По замыслу Apple, MapKit позволяет разработчикам использовать карту Apple Maps в своих приложениях с помощью встроенных инструментов, например, интегрировать функцию LookAround в свои приложения. Он был анонсирован вместе с iOS 6 на WWDC 29 июня 2012 года и стал заменой API Карт Google.

## История
Идея создать свой картографический сервис у Apple появилась после того, как в 2009 году они купили Placebase, а затем Poly9 (2010) и C3 Technologies (2011) для 3D-карт и Flyover. Начиная с 2012 года MapKit был доступен только для iOS-приложений, а с 2018 года появился MapKit JS — теперь карты Apple можно встраивать и на сайты.
С момента создания Apple постоянно развивала MapKit: добавлялись новые функции (например, 3D-карты, Flyover, Look Around, маршруты для транспорта и велосипедов, поддержка watchOS и macOS). Сейчас MapKit позволяет разработчикам добавлять интерактивные карты, 3D-графику, маршруты и даже иммерсивные городские виды прямо в свои приложения.

## Функции и возможности
MapKit JS позволяет рендерить карты с тем же качеством, что и в нативных продуктах Apple, поддерживает светлую и тёмную темы, а также взаимодействие с пользователем — масштабирование, панорамирование, вращение и касания. С помощью MapKit JS можно добавлять маркеры и аннотации на карту, включая кастомные иконки, а также рисовать геометрические фигуры, такие как полигоны, линии и круги. Также реализована поддержка прямого и обратного геокодинга, поиска по адресу и построения маршрутов между точками с учётом пешеходных, автомобильных и транспортных маршрутов. Карта может отображаться в разных стилях: стандартном, спутниковом и гибридном, и автоматически подстраивается под системную тему пользователя. Особенностью MapKit JS является повышенное внимание к конфиденциальности: в отличие от других картографических решений, Apple не отслеживает поведение пользователя так агрессивно. Для работы библиотеки требуется подписка на Apple Developer Program и использование JWT-токена для аутентификации, который генерируется на основе ключа разработчика (формата .p8), team ID и key ID. Бесплатный лимит — до 250,000 инициализаций карты и 25,000 сервисных запросов в день. Токен можно сгенерировать с помощью серверной библиотеки, например, через Node.js и пакет jsonwebtoken. MapKit JS хорошо подходит для проектов, ориентированных на пользователей Apple, с высокими требованиями к приватности и качеству визуализации, но может быть не лучшим выбором при необходимости в расширенной кастомизации, интеграции с Android или использовании сторонних плагинов.